# مات بيترسون
مات بيترسون (بالإنجليزية: Matt Peterson)‏ هو لاعب غولف أمريكي، ولد في 26 أبريل 1967 في شيكاغو في الولايات المتحدة.

## وصلات خارجية
- مات بيترسون على موقع رابطة لاعبي الغولف المحترفين (الإنجليزية)